# Kilauea
Kīlauea és un volcà escut actualment actiu situat a l'arxipèlag de Hawaii, i el més actiu dels cinc volcans que formen l'illa d'Hawaii.

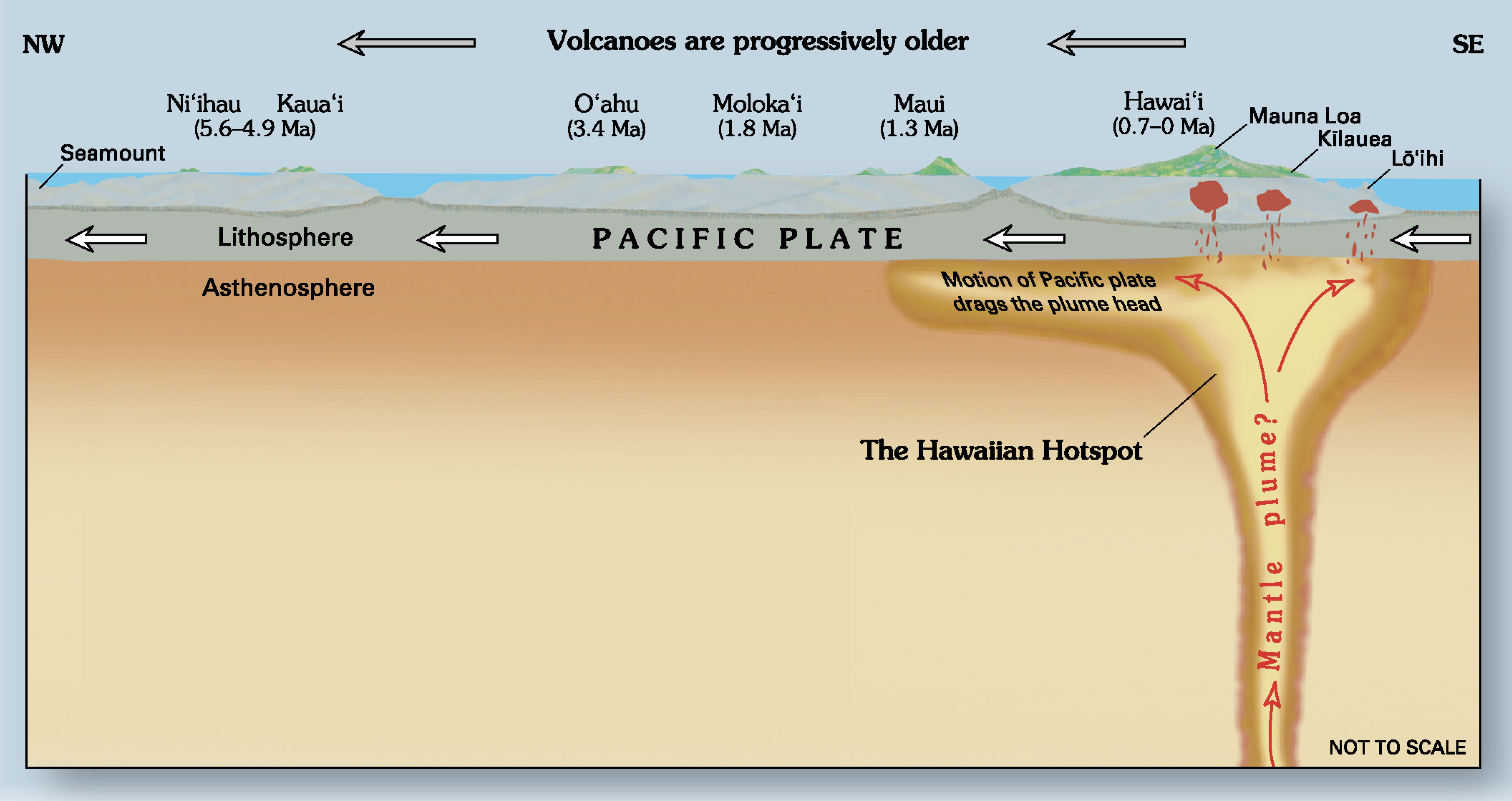
Diagrama que mostra la migració de l'escorça terrestre sobre el punt calent de Hawaii.

Situat al llarg de la riba sud de l'illa, el volcà té entre 300.000 i 600.000 anys d'antiguitat i va sorgir sobre el nivell del mar fa uns 100.000 anys. És el segon volcà més jove produït pel punt calent de Hawaii i el centre eruptiu actual de la cadena submarina Hawaii-Emperador. Per la poca prominència topogràfica i perquè les activitats coincideixen històricament amb les del Mauna Loa, el Kīlauea es considera un satèl·lit del seu veí més gros.
Estructuralment, el Kīlauea té una grossa caldera recentment formada caldera al cim i dues zones de rift actives, una que s'estén 125 km cap a l'est (rift est), i l'altra 35 km cap al sud-oest (rift sud-oest), com una falla activa de profunditat desconeguda que es mou verticalment a una velocitat mitjana de 2 a 20 mm per any.
El Kīlauea ha estat en erupció gairebé de forma contínua des de 1983 amb importants danys a propietats, inclosa la destrucció de la ciutat de Kalapana el 1990. El 3 de maig de 2018, es van obrir noves fissures de lava volcànica a la zona baixa de Puna, a la part baixa del cim. El nou episodi volcànic va ser acompanyat d'un fort terratrèmol de magnitud 6,9 i gairebé 2.000 residents van ser evacuats de Leilani Estates i de la zona adjacent dels jardins de Lanipuna. El 9 de maig de 2018, l'erupció havia destruït 27 cases a la subdivisió de Leilani Estates. El 17 de maig de 2018 a les 4.17 h, el volcà va esclatar violentament i va llençar cendra fins a 9.150 m d'altura.

## Antecedents
El Kīlauea té una història eruptiva llarga i activa; el nom significa «llançant» o «molt estès» en la llengua hawaiana, el que refereix a les efusions de lava freqüents.

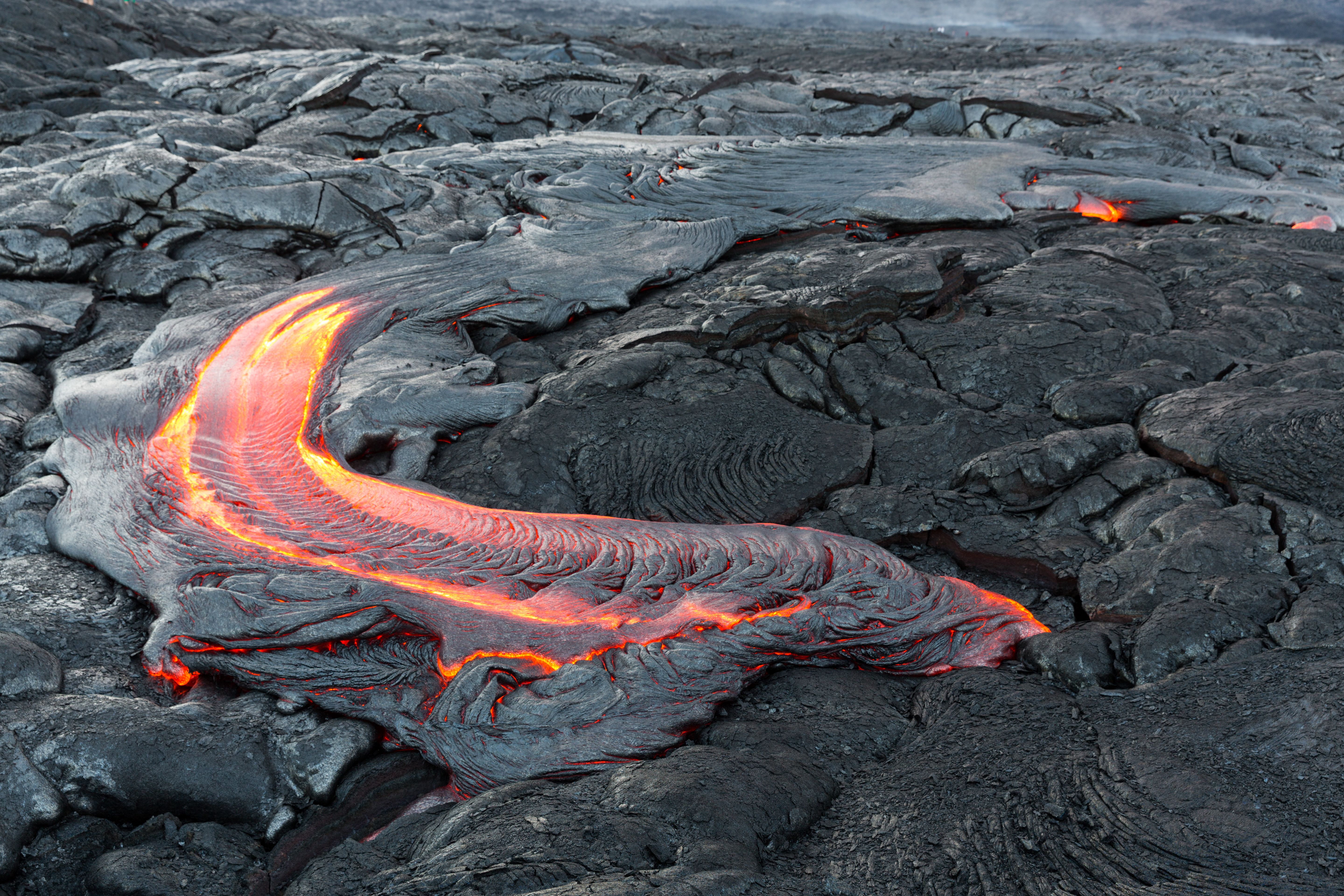
Flux de lava pāhoehoe del volcà Kīlauea, prop de Kalapana, al sud del Parc Nacional dels Volcans de Hawaii (2017).

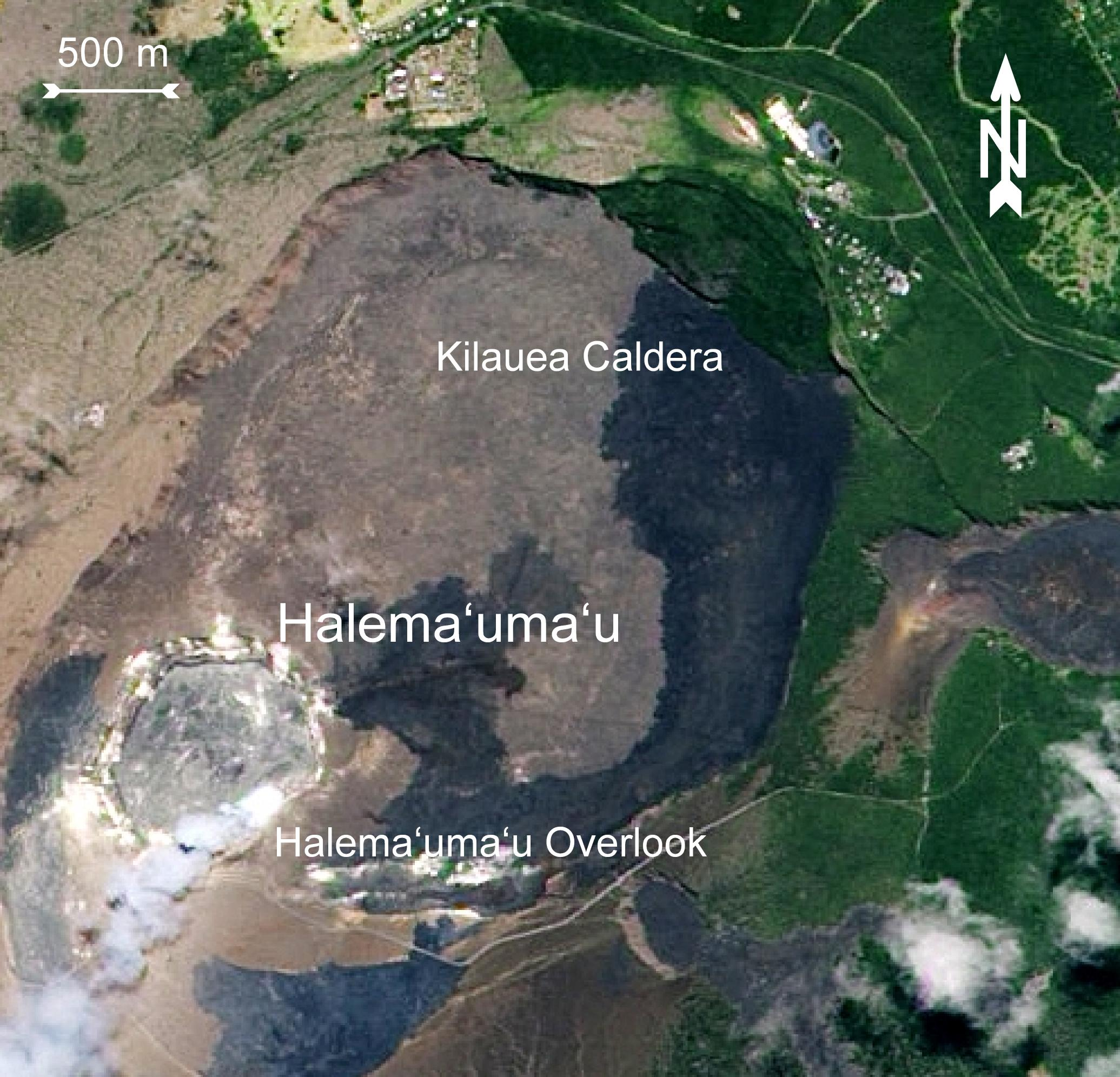
Vista aèrea del volcà Kīlauea i del cràter Halemaʻumaʻu (2010).

Les primeres laves del volcà es remunten a l'etapa de pre-escut submarí, que s'han obtingut de les mostres dels vessants submergits mitjançant vehicles submarins operats remotament; s'han recuperat mostres d'altres fluxos en cilindres obtinguts en sondeigs del terreny. Les laves de menys de mil anys formen el 90% de la superfície del volcà. Les laves més antigues exposades es remunten a 2.800 anys.
La primera erupció ben documentada es va produir el 1823 (el contacte amb Occident i la història escrita de Hawaii van començar el 1778), i des d'aquest moment el volcà ha esclatat repetidament. La majoria de les erupcions històriques s'han produït al cim del volcà o a la zona del rift oriental, i són de caràcter prolongat i efusiu. Tanmateix, el registre geològic mostra que l'activitat explosiva i violenta abans del contacte amb els europeus era molt comuna i, el 1790, una d'aquestes erupcions va matar a més de 80 guerrers; si l'activitat explosiva comença de nou, el volcà seria molt més perillós per als éssers humans. L'activitat volcànica actual del Kīlauea es remunta al 3 de gener de 1983 i és, amb diferència, el seu període històric d'activitat més llarga, així com una de les erupcions més llargues del món; des del gener de 2011, l'erupció ha produït 35 km³ de lava que ha cobert 1.232 km² de terreny.
L'alt nivell d'activitat del Kīlauea té un gran impacte en l'ecologia de la muntanya, on el creixement de les plantes sovint s'interromp per una tefra fresca i pel diòxid de sofre volcànic a l'atmosfera, que produeix pluges àcides particularment en una zona àrida al sud de la zona del sud-oest del rift coneguda com el desert de Ka'ū. No obstant això, la flora silvestre roman en altres zones del volcà sense veure's afectada i és molt endèmica gràcies a l'aïllament del Kīlauea (i de l'illa d'Hawai) de la massa terrestre més propera.
Històricament, els cinc volcans de l'illa eren considerats sagrats per al poble hawaià, i en la mitologia hawaiana, el cràter Halemaʻumaʻu del Kīlauea servia com a cos i llar de Pele, la deessa del foc, del llamp, del vent i dels volcans. William Ellis, un missioner anglès, va fer el primer registre escrit del Kīlauea i va passar dues setmanes viatjant al llarg del volcà.
Des de la fundació per Thomas Jaggar el 1912, l'Observatori Vulcanològic de Hawaii (Hawaiian Volcano Observatory, HVO), instal·lat a la vora de la caldera del Kīlauea, és el principal cos investigador i científic del volcà i de l'illa en general. El 1916, el president Woodrow Wilson va signar un projecte de llei que formava el Parc Nacional dels Volcans de Hawaii; des d'aleshores, el parc s'ha convertit en Patrimoni Mundial de la Humanitat i una destinació turística important, que atreu aproximadament 2,6 milions de persones cada any.

## Geologia

### Configuració
De la mateixa mantera que tots els volcans hawaians, el Kīlauea es va crear a mesura que la placa tectònica del Pacífic es va traslladar cap al punt calent de Hawaii del mantell subjacent de la Terra. Els volcans de l'illa de Hawaii són la prova més recent d'aquest procés que, des de fa més de 70 milions d'anys, ha creat la cadena submarina Hawaii-Emperador de 6.000 km. La visió predominant, encara que no completament resolta, és que el punt central a estat molt estacionari dins del mantell del planeta durant molt de temps, si no almenys durant tota l'era cenozoica. Tanmateix, mentre que el plomall de mantell hawaià és ben entès i estudiat extensament, la naturalesa dels punts calents continua sent bastant enigmàtica.

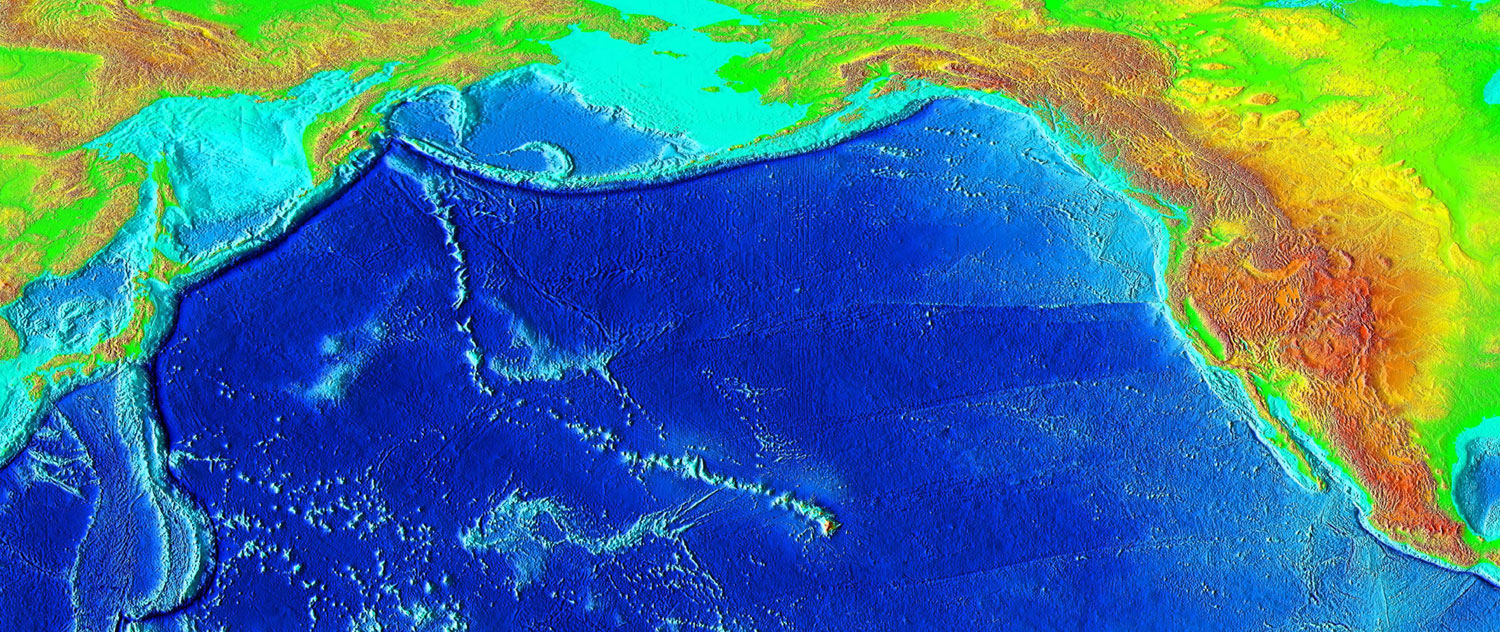
La cadena de muntanyes submarines creades al fons de l'oceà Pacífic a mesura que la placa del Pacífic s'ha anat traslladant cap al punt calent de Hawaii durant milions d'anys és coneguda com la cadena submarina Hawaii-Emperador

El Kīlauea és un dels cinc volcans superficials que conformen l'illa d'Hawai'i, creat pel punt calent de Hawaii. El volcà més antic de l'illa, Kohala, té més d'un milió d'anys, i el Kīlauea, el més jove, es creu que té entre 300.000 i 600.000 anys; El Lōihi Seamoun, al flanc de l'illa, és encara més jove però encara no ha sortit a la superfície. Per tant, el Kīlauea és el segon volcà més jove de la cadena submarina Hawaii-Emperador, una cadena de volcans escut i muntanyes que s'estenen des d'Hawaii fins a la fossa de Kurils-Kamtxatka, a Rússia.
Seguint el model de la formació dels volcans hawaians, el Kīlauea va començar com un volcà submarí, es va consolidar gradualment a través d'erupcions subaquàtiques de lava de basalt alcalí abans de sortir a la superfície del mar amb una sèrie d'erupcions explosives fa uns 50.000 a 100.000 anys. Des de llavors, probablement l'activitat del volcà ha estat com l'actual, un corrent continu d'erupcions efusives i explosives del mateix patró que l'activitat en els últims darrers tres-cents anys.
Amb 600.000 anys com a màxim, el Kīlauea és un volcà bastant jove en comparació amb la resta dels volcans hawaians; el volcà més antic de l'illa, al nord-oest del Kohala, va experimentar gairebé 900.000 anys d'activitat abans d'extingir-se. Probablement l'activitat futura del volcà serà molt semblant a la que ha tingut durant els últims 50.000-100.000 anys; l'activitat hawaiana i explosiva continuarà augmentant al cim del Kīlauea, construirà les zones de rift i omplirà i farcirà la caldera.

### Estructura
El Kīlauea ha estat actiu al llarg de la seva història. Des de 1918, l'únic període de descans del Kīlauea va ser una pausa de divuit anys, entre 1934 i 1952. La major part del Kīlauea consisteix en fluxos de lava solidificats, intermitents amb cendres volcàniques disperses i tefra procedents de les erupcions explosives de baix volum. Gran part del volcà està cobert pels fluxos històrics, i el 90% de la superfície data dels últims 1.100 anys. El Kīlauea es va construir des del fons marí amb el temps, i per tant, gran part del volum romàn sota l'aigua; la superfície fora de l'aigua es presenta en forma d'escut descentralitzat suaument inclinat i allargat amb una superfície d'aproximadament 1.500 km², que representa el 13,7% de la superfície total de l'illa.
El Kīlauea no té una prominència topogràfica, i només apareix com una protuberància al costat sud-est del proper Mauna Loa; per això, tant els hawaians nadius com els primers geòlegs el van considerar un satèl·lit actiu del seu veí més gran. Tanmateix, l'anàlisi de la composició química de la lava dels dos volcans mostra que tenen cambres de magma separades i, per tant, són diferents. No obstant això, la proximitat ha donat lloc a una tendència històrica en què l'alta activitat d'un els dos volcans coincideix aproximadament amb una baixa activitat en l'altre. Quan el Kīlauea estava inactiu entre 1934 i 1952, el Mauna Loa es va tornar actiu, i quan el segon es va mantenir tranquil des de 1952 fins a 1974, el Kīlauea va iniciar l'activitat. Però això no sempre ha sigut així; l'erupció de 1984 del Mauna Loa va començar durant una erupció del Kīlauea, però no va tenir cap efecte discernible sobre l'erupció del Kīlauea, i la inflació actual del cim del Mauna Loa, una indicació d'una erupció futura, va començar el mateix dia que els fluxos de lava nous del cràter Puʻu ʻŌʻō del Kīlauea. El 2002, Kīlauea va experimentar un episodi efusiu d'alt volum al mateix temps que el Mauna Loa va començar a inflar-se. Aquesta comunicació inesperada és l'evidència de les interaccions a nivell de la vora de la regió entre el Mauna Loa i el Kīlauea, tot i que aquests dos volcans es consideren relativament independents entre ells. Els geòlegs han suggerit que els «polsos» de magma que entren al sistema de magma més profund del Mauna Loa podrien haver augmentat la pressió a l'interior del Kīlauea i desencadenar les erupcions concurrents.
El Kīlauea té una gran caldera al cim, que mesura 4 × 32 km amb parets de fins a 120 m d'altura, esquerdada per fluxos de lava al costat sud-oest. Es desconeix si la caldera sempre hi era o si es tracta d'una característica relativament recent, i és possible que hagi passat per tota la història eruptiva del Kīlauea; el que es coneix és que probablement es va formar al llarg dels últims cinc-cents anys, i que la forma actual és el resultat d'una erupció particularment poderosa el 1790. Una característica important dins de la caldera és el cràter Halemaʻumaʻu, un gran cràter de subsidència i un dels centres de erupció més històrics del Kīlauea. El cràter té aproximadament 920 m de diàmetre i 85 m de profunditat, però ha canviat de forma àmpliament a través de la seva història eruptiva; el sòl del cràter Halemaʻumaʻu està cobert principalment per fluxos de lava de l'erupció més recent, el 1974.
El Kīlauea té dues zones de rift que irradien des del seu cim; una de 125 km de longitud que es dirigeix cap a l'est (rift est), i l'altra de 35 km de longitud cap al sud-oest (rift sud-oest). Una sèrie d'escarpaments de falla que connecten les dues zones de rift formen la zona de falles de Koa’e. L'extensió tectònica de les dues zones del rift està provocant que el massís del Kīlauea llisqui lentament cap a fora del seu flanc sud a una velocitat de 6 a 10 cm per any, centrat en una falla de desprendiment basal de 7 a 9 km que hi ha sota la superfície del volcà. En particular, la zona de rift oriental és una característica dominant del volcà; està gairebé completament coberta de lava d'erupcions dels últims quatre-cents anys, i en la creta propera al cim és de 2 a 4 km d'ample. Les erupcions no localitzades, típiques de l'activitat de la zona del rift, han produït una sèrie de cims baixos a la major part de la longitud de la zona del rift oriental. El seu segment superior és la secció més activa actual del volcà, i és, a més, el lloc d'una gran quantitat de grans cràters de subsidència; l'extrem inferior del flanc submergit del Kīlauea arriba a una profunditat de més de 5.000 m. Per contra, el rift del sud-oest molt més petit i ha romàs quiet des d'un episodi eruptiu del 1974, i fins al moment no va ser implicat en el cicle eruptiu actual. L'extrem de la zona del rift del sud-oest també és submarina, encara tingui una extensió submarina més limitada. A la zona de rift del sud-oest també li manca d'una línia de cresta ben definida o d'una gran quantitat de cràters de subsidència, evidència que també és geològicament menys actiu que la zona de rift oriental.
Una estructura destacada al flanc sud del Kīlauea és el sistema de falles Hilina, una falla molt activa que es mou verticalment a una mitjana de 2 a 20 mm per any al llarg del sistema. Té una província fisiogràfica d'una profunditat de 500 m, però es desconeix si es tracta d'una falla poc profunda o si penetra a la mateixa base del volcà. Una sèrie de cons de cendres, escuts satèl·lit, tubs de lava i altres estructures eruptives també apunten l'evidència de l'activitat recent del volcà. El Kīlauea té algunes interaccions amb el Mauna Loa, el seu veí més gros i un altre volcà actiu recent a l'illa; es van trobar als seus flancs els fluxos de lava intercalats i els dipòsits de cendres pertanyents al seu veí, i al seu torn, alguns dels fluxos del Mauna Loa són tapats per la tefra del Kīlauea. En particular, la collada entre els dos volcans està actualment enfonsada, però probablement s'omplirà en el futur.
Totes les erupcions històriques del Kīlauea s'han produït en un d'aquests tres llocs: a la caldera del cim, a la zona de rift oriental, o a la zona de rift del sud-oest. La meitat de les erupcions històriques del Kīlauea s'han produït a la caldera del cim o a prop. L'activitat va ser gairebé continuada durant bona part del segle xix, encapçalada per una erupció explosiva massiva el 1924, abans de finalitzar l'activitat el 1934. L'activitat recent s'ha desplaçat principalment a la zona del rift oriental del Kīlauea, el lloc de 24 erupcions històriques, ubicades principalment a la part superior; en canvi, la zona del rift del sud-oest del volcà ha estat relativament silenciosa, i fins ara només ha estat activa en cinc esdeveniments.

## Historial de les erupcions

### Erupcions prehistòriques

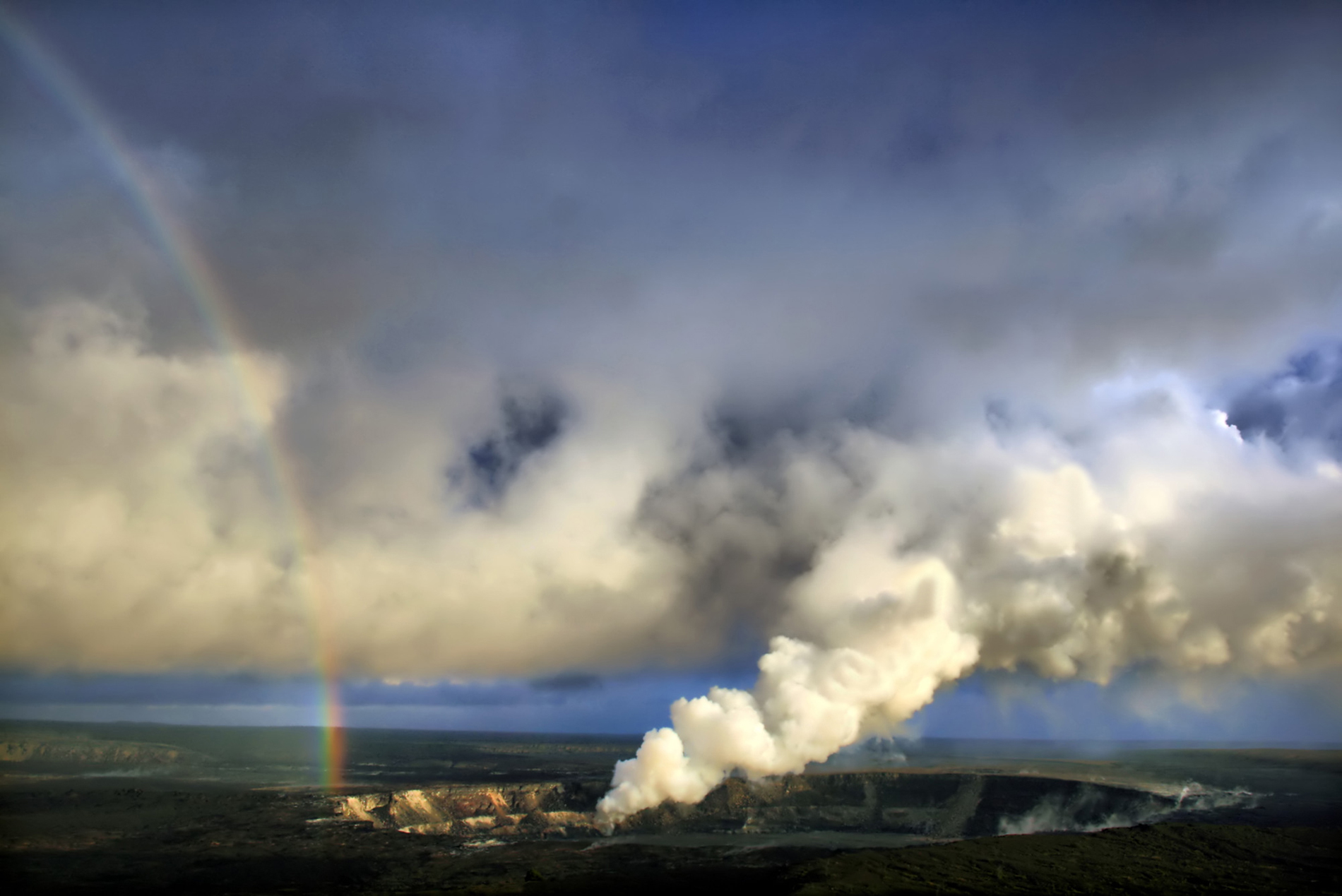
Arc de Sant Martí i cendres volcàniques amb emissions de diòxid de sofre del cràter Halemaʻumaʻu

Els geòlegs han datat i documentat desenes d'erupcions molt importants al llarg de la història del volcà, omplint el gran buit entre la roca més antiga coneguda del Kīlauea i els registres escrits extremadament recents i l'observació històrica.
Els fluxos històrics de lava procedents del volcà són generalment recuperats pels científics per una d'aquestes tres maneres:
- Els fluxos més antics, que oscil·len entre 275.000 i 225.000 anys, s'han recuperat del vessant meridional submergit del Kīlaea amb vehicles submarins operats remotament remolcats pers vaixells. Aquestes laves presenten formes pròpies d'episodis eruptius en la fase de pre-escut submergit, de quan el volcà era encara una muntanya submarina que encara no havia emergit de l'oceà,[22] i té una exposició a la superfície inusual, com que en la majoria d'altres volcans van ser enterrats pels fluxos de lava més recents.[2]
- El segon mètode de recuperació de la roca més antiga és mitjançant cilindres obtinguts en sondeigs del terreny. No obstant això, les mostres han estat difícils de datar, i les datacions de diverses mostres de profunditats d'uns 1.700 m que van suggerir que tenien 450.000 anys eren errònies.
- La datació paleomagnètica és més fiable, limitada a les roques que van des del moment que el Kīlauea va aparèixer a la superfície, que tenen una edat estimada a 50.000 anys. Els fluxos de lava exposats sobre el nivell del mar són molt més joves. Alguns dels més antics tenen 43.000 anys i procedeixen del carbó vegetal aixafat sota una capa de cendres en un escarpament de falla conegut com a Hilina Pali. No obstant això, la datació de les mostres situades a la major altura de l'escarpament indiquen que la deposició de cendres és d'una mitjana de 6 m per mil anys, indicant que els fluxos exposats més antics, a la base de la falla, podrien remuntar fins als 70.000 anys.[22] Aquesta data és similar a la del flux de lava existent amb datació més antiga, un flux de la zona de rift sud-oest amb una datació basada en el carboni 14 no corregida d'aproximadament del 4650 abans de Crist.[21]

El producte eruptiu més antic estudiat del Kīlauea són les cendres d'ʻUwēkahuna, un producte d'erupcions explosives de fa entre 2.800 i 2.100 anys enrere. Encara que estan enterrades en gran manera pels fluxos més joves, queden exposades en alguns llocs, i s'ha localitzat a més de 20 km de la caldera del volcà, evidència d'erupcions molt poderoses. Les proves suggereixen l'existència d'un centre eruptiu actiu en aquell moment, anomenat Powers Caldera, a 2 km de la moderna caldera. Almenys 1.200 anys enrere, la lava de les Powers Caldera va superar el seu límit i va consolidar l'estructura; això va ser seguit per un període de fluxos molt voluminosos de tubs de lava pāhoehoe procedents del cim. Després de la cessació de l'activitat fa uns 400 anys, les erupcions van tornar a centrar-se a la part oriental del cim del Kīlauea i, simultàniament, l'activitat va augmentar a l'extrem nord de la zona del rift oriental.

### Del 1790 fins al 1934
Els registres escrits més antics de l'activitat històrica del volcà es remunten al voltant de 1820, i la primera erupció ben documentada es va produir el 1823, quan el volcà va ser observat per primera vegada; tot i que es creu que els primers polinesis van arribar a Hawaii al segle iv, les transmissions orals que precedeixen a l'arribada dels europeus a l'illa són poques i difícils d'interpretar. Una erupció pre-contacte, en particular, una erupció freatomagmàtica en 1790, va ser responsable de la mort d'un grup de guerrers, part de l'exèrcit de Keōua Kuahuʻula, l'últim cap de l'illa que es va resistir al govern de Kamehameha I; les seves morts estan evidenciades per un conjunt de petjades que es conserven al Parc Nacional dels Volcans de Hawaii, que figuren al Registre Nacional de Llocs Històrics. Kīlauea ha tingut 61 erupcions separades des de 1823, convertint-se fàcilment en un dels volcans més actius de la Terra.

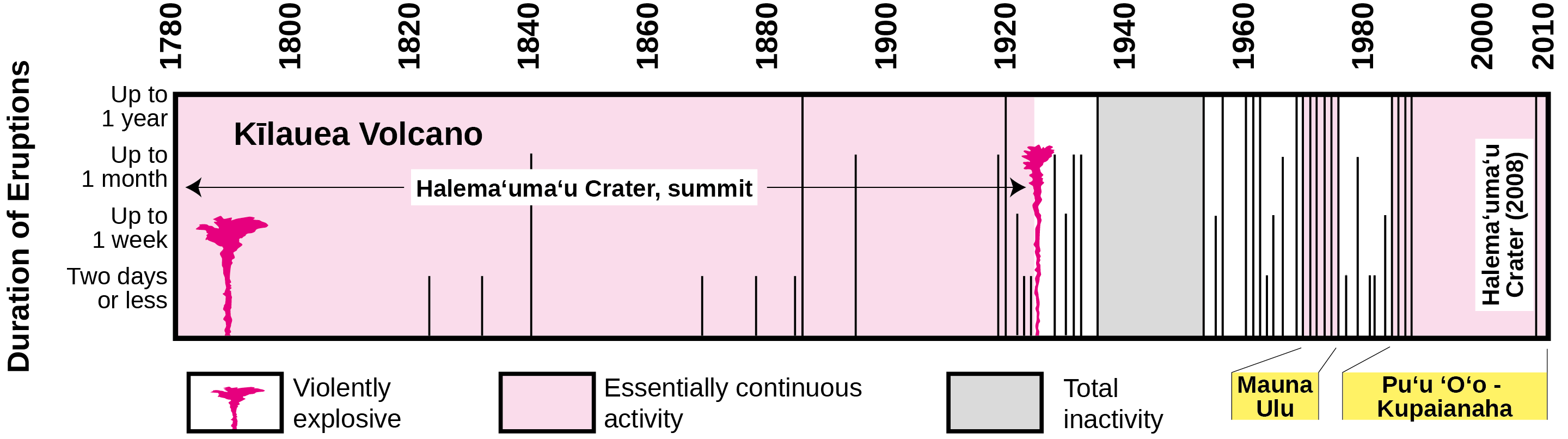
Gràfic que resumeix les erupcions del Kīlauea durant els últims 200 anys. L'erupció del Puʻu ʻŌʻō-Kupaianaha ha continuat al segle XXI. La informació és incompleta per erupcions abans de 1823, quan van arribar els primers missioners a l'illa d'Hawaii. La durada total de l'activitat eruptiva en un any determinat, mostrada per la longitud de la barra vertical, pot ser per una única erupció o una combinació de diverses erupcions separades.

Al llarg de la història observada, el volum de lava expulsada pel Kīlauea ha variat molt. L'any 1823, la caldera del Kīlauea era molt més profunda que en l'actualitat, però es va anar omplint degut a una erupció gairebé continuada del cim, amb 3 km³ de lava expulsada només allà a l'any 1840. El període entre 1840 i 1920, el volum eruptiu es va reduir aproximadament a la meitat, i en els trenta anys entre 1920 fins al voltant del 1950, el volcà es va quedar silenciós i exhibia poca activitat; el volum eruptiu del Kīlauea ha començat a augmentar constantment des de llavors, amb una activitat actual comparable a la de principi del segle xix.

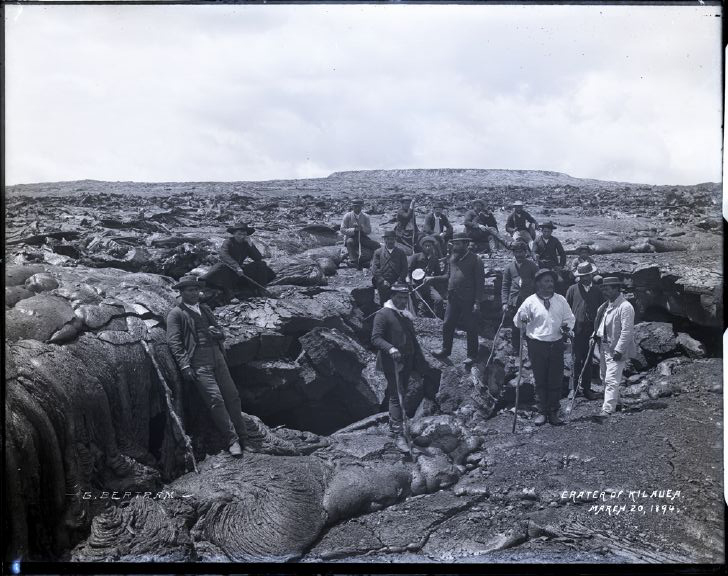
Formacions de lava dins del cràter del Kīlauea (1894)

La durada i l'origen d'aquestes erupcions també ha variat. Els esdeveniments duren entre dies i anys, i es produeixen en diversos llocs. La meitat de totes les erupcions es produeixen a prop o a la caldera del cim del Kīlauea. L'activitat va ser gairebé contínua durant bona part del segle xix, i després d'una interrupció entre 1894 i 1907, va continuar fins a 1924. Hi ha hagut cinc erupcions històriques a la zona del rift sud-oest del volcà, i 24 al llarg de la zona més activa del rift oriental, majoritàriament al llarg de la secció superior.
Les erupcions del volcà documentats principalment van ser efusives; no obstant això, aquesta mena d'erupció és relativament recent. Abans de l'arribada dels primers europeus a l'illa, el Kīlauea tenia una activitat explosiva regular, com en testimonegen llavors els cants de la població que referien a la voluble naturalesa del volcà, i actualment pels registres geològics que mostren una activitat passada explosiva. Encara que actualment el volcà té activitat explosiva, no és tan intensa com abans; però el volcà es tornaria molt més perillós per al públic en general si tornés a la seva antiga fase d'activitat.

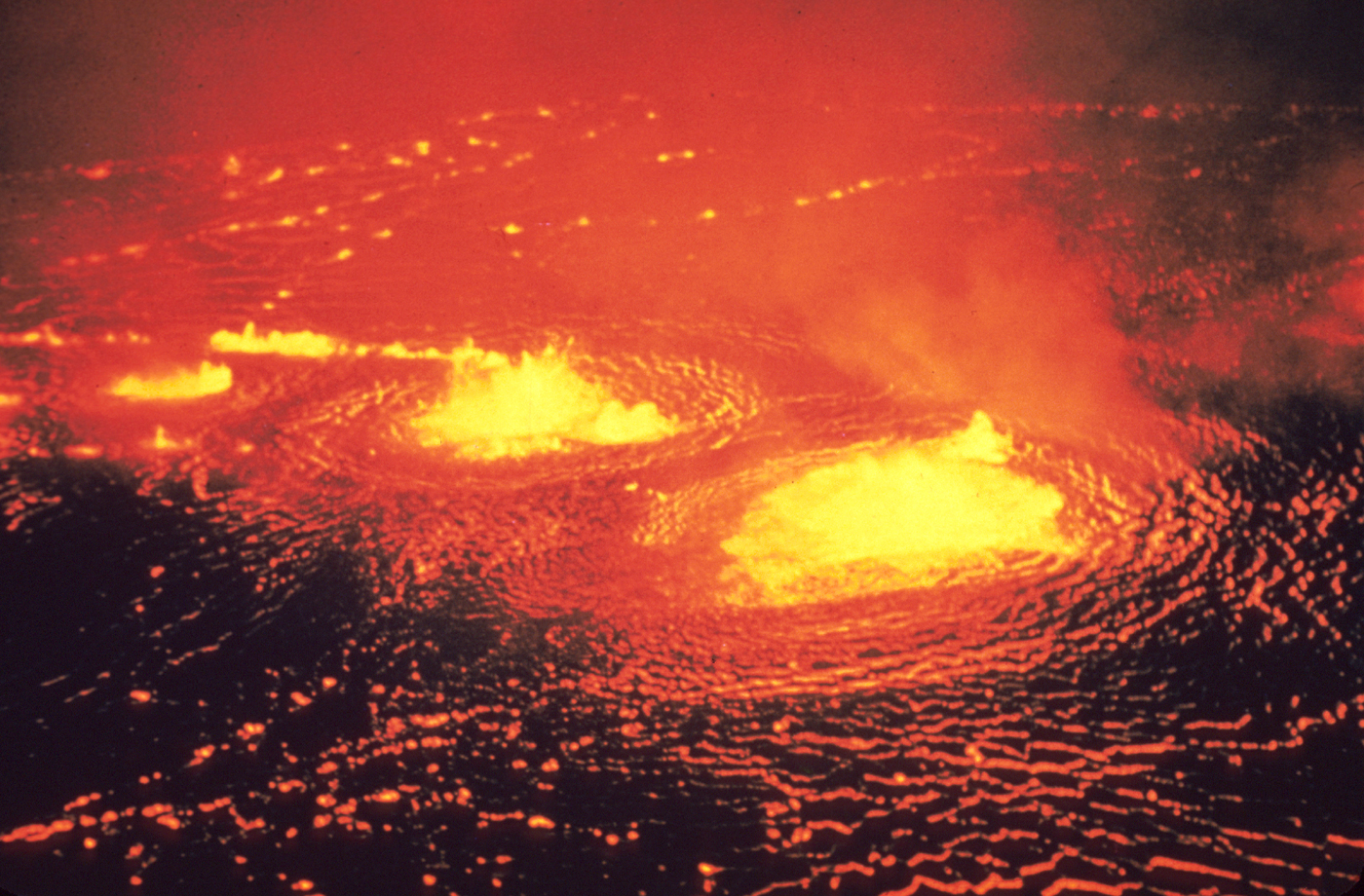
Fonts de lava al llac de lava del cràter Halemaʻumaʻu

El Kīlauea va entrar en erupció el 1823 i el 1832, però la primera gran erupció des de l'esdeveniment de 1790 va ser el 1840, quan la zona de rift oriental es va convertir en una erupció efusiva i hawaiana de més de 35 km de longitud, inhabitualment llarga, fins i tot per a una erupció de rift. L'erupció va durar 26 dies i va produir uns 205 a 265 milions de metres cúbics de lava; la llum creada per l'esdeveniment era tan intensa que es podria llegir un diari durant la nit a Hilo, a 30 km de la zona.
El volcà va entrar de nou en activitat el 1868, 1877, 1884, 1885, 1894 i 1918, abans de la grossa erupció de 1918-1919. El cràter Halemaʻumaʻu, llavors una petita elevació del sòl de la caldera, va ser cobert per un llac de lava que després va drenar, i que es va tornar a omplir, formant un enorme llac de lava que gairebé va arribar a la vora superior de la caldera abans de drenar-se una vegada més. Aquesta activitat va donar lloc a la construcció del Mauna Iki, que va construir el gran escut de lava dins de la caldera durant un període de vuit mesos. L'erupció també va presentar una activitat concurrent de fissures i una gran quantitat de fonts de lava.
Va seguir l'activitat al 1921-1923. La següent erupció important va ser el 1924. El cràter Halemaʻumaʻu, un cràter de subsidència completament format després de l'esdeveniment de 1919 i el lloc d'un gran llac de lava, primer drenat, ràpidament va començar a enfonsar-se en el sòl, aprofundint a prop de 210 m sota un espès núvol de cendres volcàniques. L'activitat explosiva va començar el 10 de maig d'aquell any, i va expulsar a 60 m trossos de roca que pesaven fins a 45 kg, i fins a 270 m petits fragments que pesaven uns 9 kg. Després d'una breu pausa, l'activitat es va intensificar després d'una explosió important el 18 de maig, quan una enorme explosió va causar l'única mort de l'erupció. L'erupció va continuar i va formar nombroses columnes eruptives de fins a 9 km d'altura, abans de disminuir lentament l'activitat fins a finals del 28 de maig. L'activitat volcànica aviat es va limitar al cim i va cessar completament després de 1934.

### Del 1952 fins al 1982

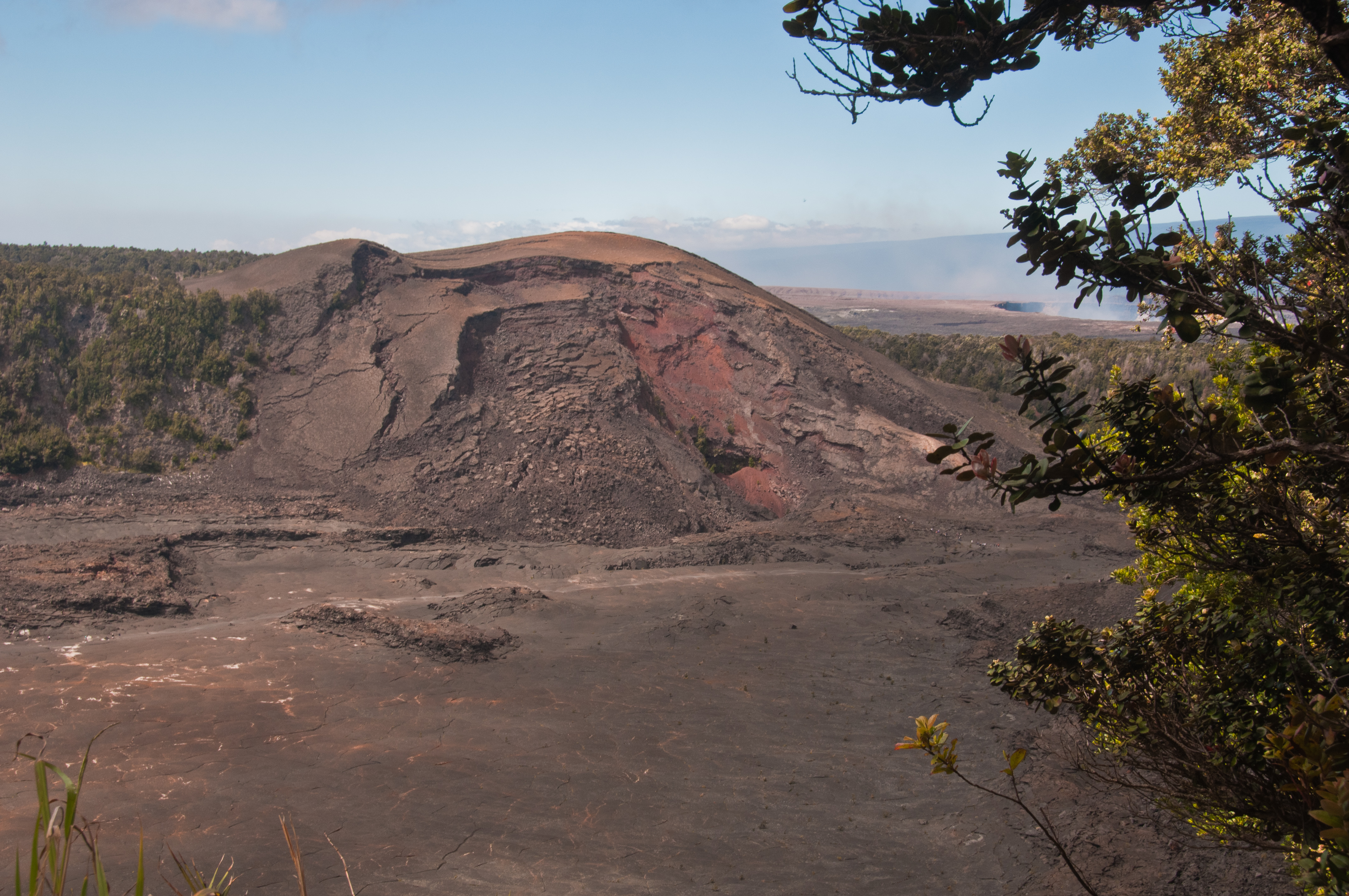
Pu'u Pua'i, un con de tuf a la vora del cràter Kīlauea Iki format per l'esdeveniment de lava de 1959

Després de l'esdeveniment del cràter Halemaʻumaʻu, el Kīlauea es va mantenir relativament silenciós i, per un temps completament silenciós, amb tota activitat limitada al cim. Va tornar a l'activitat el 1952 amb una enorme font de lava de 245 m d'altura en el cràter Halemaʻumaʻu. Es van mantenir múltiples fonts de lava continus entre 15 i 30 m i l'erupció va durar 136 dies. Van continuar les erupcions en 1954, 1955 i 1959, cobertes per un gran esdeveniment el 1960, quan una fissura causada per una erupció freàtica i l'activitat dels terratrèmol van donar pas a un flux massiu de lava ʻaʻā que va superar diverses comunitats i centres evacuats; el desinflament resultant del cim va provocar que cràter Halemaʻumaʻu es col·lapsés encara més.

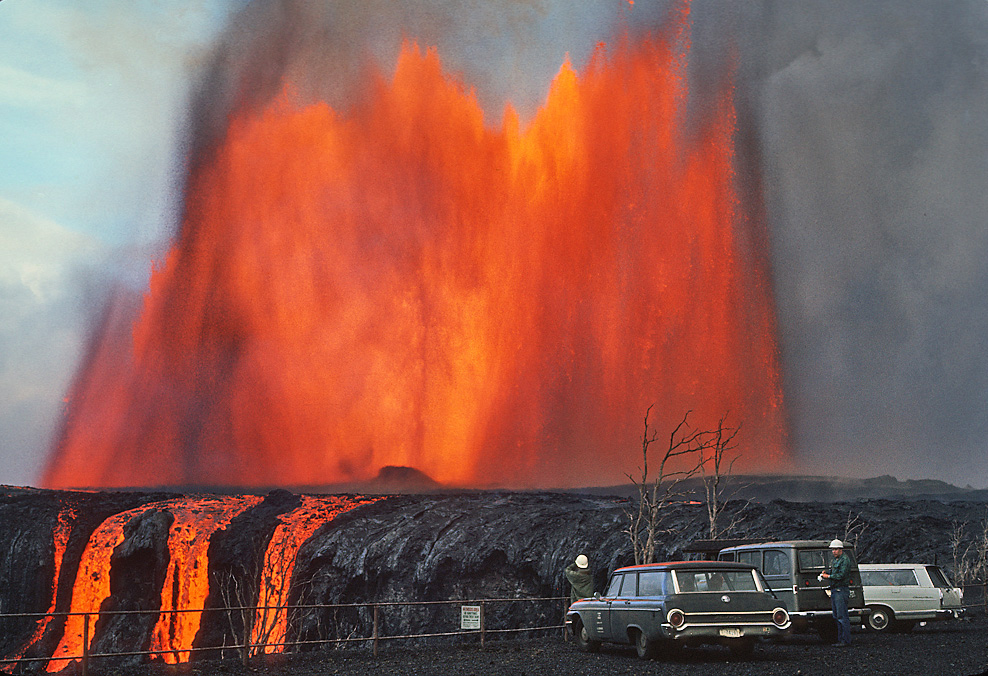
L'erupció del Mauna Ulu de 1969 va generar una font de lava de 300 m d'altura

Després d'aquest esdeveniment, van seguir esdeveniments eruptius anuals i gairebé continuats, un estat d'activitat que es manté actualment. El període 1967-1968 va veure un esdeveniment especialment gran quan el cràter Halema'uma'u va projectar 80 m³ de lava durant 251 dies.
Aquest esdeveniment va ser reemplaçat l'any següent per l'erupció maratoniana del Mauna Ulu, una gran erupció efusiva que va durar des del 24 de maig de 1969 fins al 24 de juliol de 1974 i que va afegir 230 hectàrees de terra nova a l'illa. Després del cessament de l'activitat eruptiva, hi va haver un terratrèmol de magnitud 7,2 que va provocar un col·lapse parcial del cim, després de la qual cosa l'activitat del Kīlauea no es va reprendre fins a 1977.
En aquella època, l'erupció del Mauna Ulu va ser la més llarga de qualsevol volcà hawaià en la història registrada. L'erupció va crear una nova fissura volcànica que va cobrir amb lava una gran superfície de terreny, i va afegir noves terres a l'illa. L'erupció va començar com una fissura entre dos cràters de subsidència, ʻĀloʻi i ʻAlae, on finalment es formaria el volcà escut Mauna Ulu. Va sorgir del volcà lava pāhoehoe i lava ʻaʻā. Al principi, les fonts de lava esclataven fins a 540 metres d'altitud. A principis de 1973, es va produir un terratrèmol que va provocar que el Kīlauea deixés de fer erupcions breus prop del lloc original del Mauna Ulu i que, al contrari, van entrar en erupció els cràters Pauahi i Hiʻiaka.

### Del 1983 fins a l'actualitat

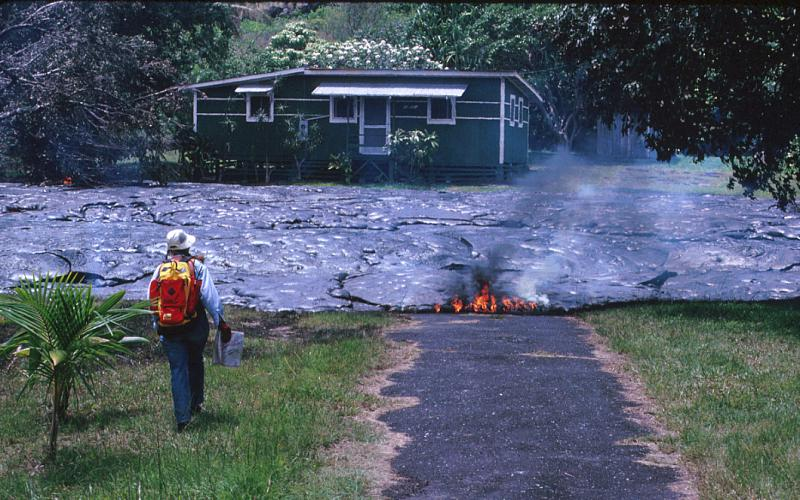
Una de les més de 100 cases que van ser destruïdes pel flux de lava de 1990. Kalapana, Hawaii

La més grossa erupció recent del Kīlauea també ha demostrat ser, amb diferència, la més llarga coneguda. Aquesta erupció del Kīlauea va començar el 3 de gener de 1983, al llarg de la zona del rift oriental. La fissura volcànica va produir vigoroses fonts de lava que ràpidament van formar el con Puʻu ʻŌʻō, i va enviar lava al vessant del volcà.
El 1986, l'activitat es va desplaçar pel rift cap a una nova fissura, anomenada Kūpa'ianahā, on va tenir un caràcter més efusiva. Kūpa'ianahā va construir un volcà escut baix i ample, i els tubs de lava el van alimentar amb fluxos que es van estendre entre 11 i 12 km cap al mar.

Entre 1986 i 1991, es va tallar la Chain of Craters Road (carretera de la Cadena de Craters); la comunitat de Kapa'ahu, el poble de Kalapana, i les subdivisions dels jardins de Kālapana i els Jardins Reials van quedar coberts de lava. Una platja de sorra negra a Kaimu també va ser coberta.

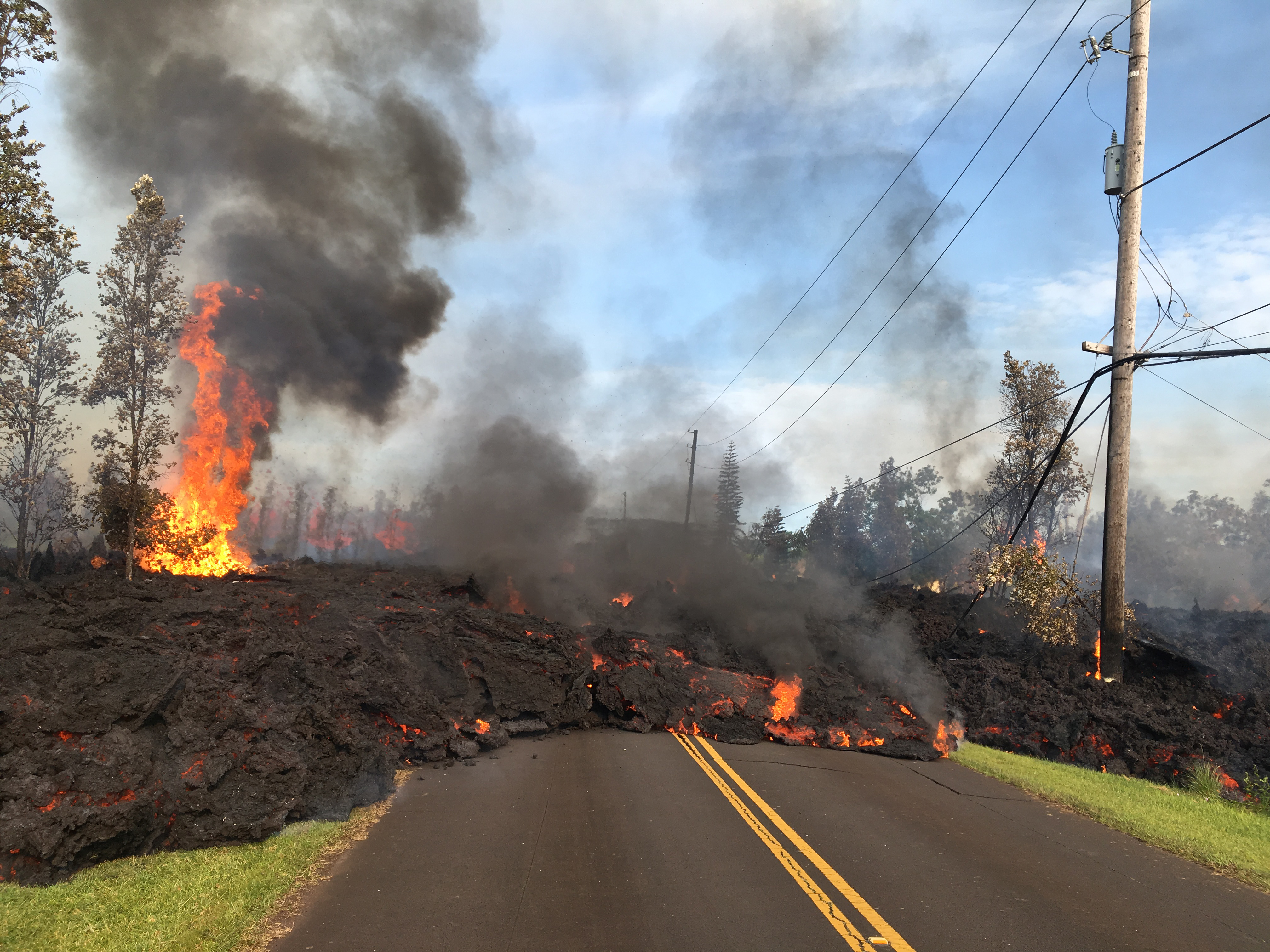
La lava d'una fissura eruptiva avançant lentament cap al nord-est al carrer Hoʻokāpu de Leilani Estates (5 de maig de 2018)

El 1992, l'erupció va tornar a Puʻu ʻŌʻō, però va continuar de la mateixa manera, cobrint gairebé tots els fluxos de lava de les erupcions d'entre 1983 i 1986, i grans àrees de costa.
L'abril de 1993, un fotògraf local que intentava documentar el delta de lava que s'endinsava mar endins, va morir com a conseqüència de l'efondrament d'aquesta nova plataforma, un cop va cedir el fons marí pel pes de la nova superfície formada per la lava.
Al desembre de 2012, l'erupció ja havia produït 4 km³ de lava, va cobrir 125 km² de terreny, va afegir 202 ha de terra a l'illa, va destruir 214 estructures i va enterrar 143 km de carretera sota una capa de lava d'uns 35 m de gruix.
Al desembre de 2014, el flux de lava del 27 de juny es va desviar de l'erupció en curs, i va amenaçar d'entrar a la ciutat de Pahoa i tallar la Higway 130, l'únic accés de la Baixa Puna. Com a resultat, es va començar a tornar a obrir la Chain of Craters Road, inicialment com una superfície amb grava d'un carril, i es van construir la Railroad Avenue i la Government Beach Roadom com a rutes d'emergència. No obstant això, el flux es va aturar poc abans d'entrar a Pahoa, i el març de 2015, l'amenaça a la ciutat es va reduir molt.
A principis de maig de 2018, es van detectar centenars de petits terratrèmols a la zona del rift oriental del Kīlauea, que va fer que els funcionaris emetessin advertències d'evacuació. El 3 de maig de 2018, el volcà va esclatar a Puna després d'un terratrèmol de 5,0 al començament del dia, provocant evacuacions de les subdivisions de Leilani Estates i Lanipuna Gardens. Al vespre, el governador de Hawaii, David Ige, va activar a la Guàrdia Nacional de l'estat per ajudar en el procés d'evacuació. El 4 de maig, dos habitatges van ser destruïts a Leilani Estates per tres fissures eruptives. L'Agència de Defensa Civil va informar de la presència de nivells extrems de gasos de diòxid de sofre a la zona, i Talmadge Mango, Administrador de la Defensa Civil del Comtat de Hawaii, va declarar que les línies elèctriques s'havien desfet per l'efecte de la calor. Es va tancar la central geotèrmica Puna Geothermal Venture, i es va tancar l'espai aeri sobre l'àrea d'erupció. El 4 de maig es va produir un terratrèmol de magnitud 6,9 aparentment relacionat amb l'erupció. Un terratrèmol de magnitud menor de 5,3 havia precedit el tremolor més gran per unes poques hores.
El 30 de setembre de 2021 es va iniciar un altre fenomen eruptiu del Kīlauea, fomant-se diverses boques a la base del cràter i detectant-se activitat sísmica des del dia anterior. Durant el darrer segle es calcula que el volcà ha entrat en erupció una cinquantena de vegades. L'anterior erupció es va produir entre desembre de 2020 i maig de 2021, quan va expulsar fins a 10 milions de metres cúbics de lava durant el temps que va durar. La nova erupció es va circumscriure d'entrada al Parc Nacional dels Volcans de Hawaii, per la qual cosa es descartava que la lava que emetia pogués afectar habitatges i zones habitades.

### Índex d'Explosivitat Volcànica
El Programa de Vulcanisme Global (Global Volcanism Program) ha assignat un índex d'explosivitat volcànica (Volcanic Explosivity Index, VEI) a totes les erupcions del Kīlauea (excepte cinc de les 95 erupcions conegudes) dels últims 11.700 anys.
L'erupció de 1790 té un VEI de 4. Les erupcions de 1820, 1924, 1959 i 1960 tenen un VEI de 2. Les erupcions de 680, 1050, 1490, 1500, 1610, 1868, quatre erupcions en 1961 i l'erupció de 1983 tenen un VEI de 1. Les altres setanta-quatre erupcions tenen un VEI de 0.
| VEI   | Nombre d'erupcions de l'Holocé amb un VEI assignat (total=90) |
| ----- | ------------------------------------------------------------- |
| VEI 0 | 74                                                            |
| VEI 1 | 11                                                            |
| VEI 2 | 4                                                             |
| VEI 3 | 0                                                             |
| VEI 4 | 1                                                             |

## Ecologia

### Antecedents

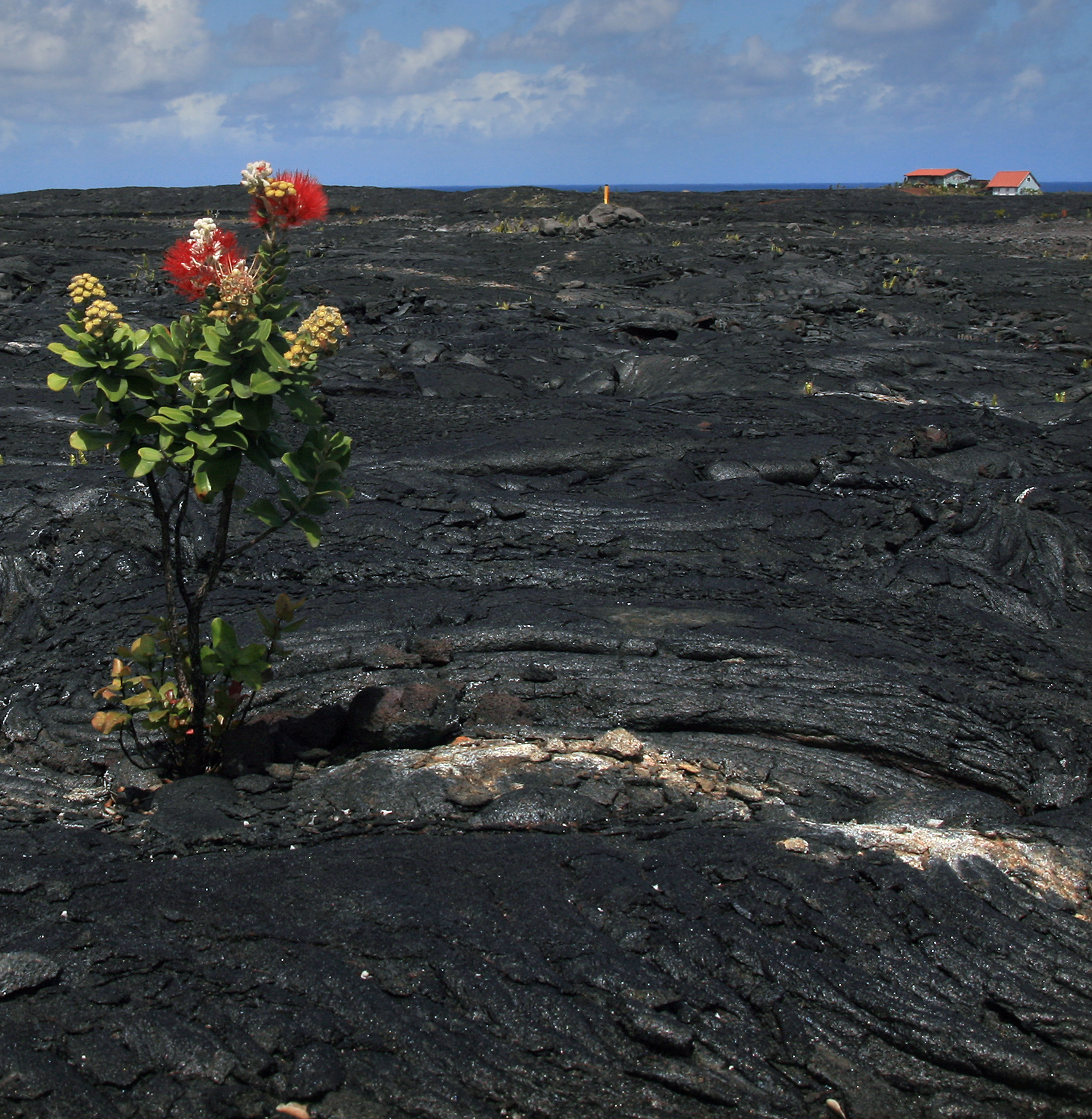
Una ʻōhiʻa (Metrosideros polymorpha) creixent en un camp àrid de lava que data de 1986, on estava situat anteriorment el poble de Kalapana, Hawaii. La planta d'aquesta imatge, presa l'any 2009, pot haver estat coberta pels fluxos de lava de l'any 2010, que van cobrir parcialment la zona

A causa de la posició més de 3.000 km de la massa continental més propera, l'illa d'Hawaii és una de les masses terrestres més aïllades geogràficament; això al seu torn ha influït fortament en la seva ecologia. La majoria de les espècies presents a l'illa són endèmiques i no es poden trobar a cap altre lloc a la Terra, fruit d'un llinatge evolutiu aïllat protegit de la influència biòtica externa. Això fa que el seu ecosistema sigui vulnerable tant a les espècies invasores com al desenvolupament humà, i s'estima que una tercera part de la flora i fauna natural de l'illa ja s'ha extingit.
La comunitat ecològica del Kīlauea també està amenaçada per l'activitat del volcà; els fluxos de lava sovint s'endinsen pels boscos propers al volcà i els cremen, i les cendres volcàniques distribuïdes per erupcions explosives solen afectar la vida vegetal local. Les capes de la matèria orgànica carbonitzada a la part inferior dels dipòsits de cendres del Kīlauea són evidències de les moltes vegades que el volcà ha destruït el seu propi ecosistema i el del seu veí Mauna Loa, i algunes parts del volcà presenten una dicotomia entre els boscos pristins i els recentment enterrats «deserts» volcànics que encara no han sigut recolonitzats.
El Kīlauea afecta les condicions climàtiques locals a causa de la influència dels vents alisis que provenen principalment del nord-est, que, quan es mou cap amunt per l'altura del volcà, produeix un costat de sobrevent humit i un costat de sotavent àrid. L'ecologia del volcà es complica encara més per l'altura, encara que no tant com els seus veïns més llunyans, i per la distribució local de productes volcànics, que fan que hi hagi diverses condicions de sòl. La part septentrional del Kīlauea es troba en gran part a 1.000 m sobre el nivell del mar i rep més dels 191 cm de precipitació mitjana anual, per tant es pot classificar principalment com un entorn de terres baixes humides; més al sud, el volcà gairebé no rep precipitacions, rebent precipitacions anuals inferiors a 127 cm, i es considera en la seva major part un entorn de terres baixes seques.

### Ecosistemes

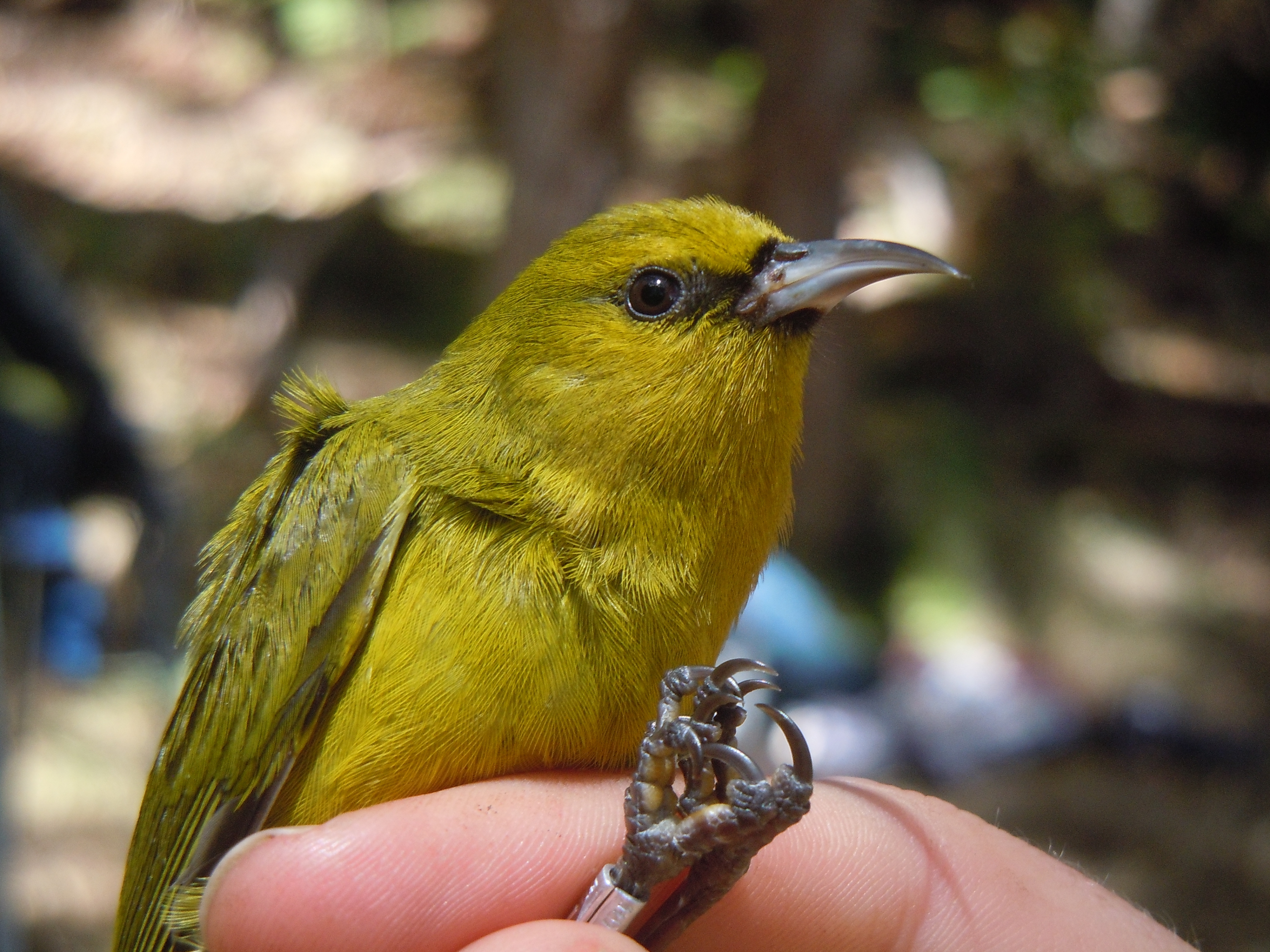
L'amakihi de Hawaii (Chlorodrepanis virens) és una de les moltes aus que viuen als flancs del volcà

Gran part de l'ecosistema meridional del Kīlauea es troba dins del Parc Nacional dels Volcans de Hawaii, on són comunes les aus a’e, els arbres ʻōhiʻa (Metrosideros polymorpha) i el hapu’u del gènere Cibotium.
El parc alberga una gran varietat d'espècies d'ocells, incloent el 'apapane (Himatione sanguinea), el 'amakihi (Hemignathus virens), el 'i'iwi (Vestiaria coccinea), el ‘ōma’o (Myadestes obscurus), el ʻelepaio (Chasiempis sp.), l'espècie en perill 'akepa (Loxops coccineus), el 'akiapola'au (Hemignathus munroi), el nēnē (Branta sandvicensis), el ʻuaʻu (Pterodroma sandwichensis), el ʻio (Buteo solitarius). La costa de Kīlauea també acull tres de les nou espècies conegudes de tortuga marina (com l'Eretmochelys imbricata) que es troben en perill crític a l'illa.
Algunes zones al voltant del rift del sud-oest del Kīlauea prenen la forma de l'insòlit desert de Kaʻū. Encara que no és un desert «veritable» (la precipitació no excedeix el màxim de 1.000 mm per any), les precipitacions barrejades amb diòxid de sofre volcànic en suspensió forma una pluja àcida amb un pH de 3,4 que dificulta enormement el creixement de les plantes regionals. Les partícules de tefra dipositades fan que el sòl local sigui molt permeable. La vida vegetal a la regió és pràcticament inexistent.
L'ecosistema de bosc humit de la zona baixa del Kīlauea està parcialment protegit per la Reserva Forestal Puna i la Reserva Natural Kahauale'a. Aquestes 11.244 ha, el bosc Wao Kele en particular, són la reserva forestal humida de les terres baixes de Hawaii, i alberga espècies vegetals rares com la hāpuʻu (Cibotium spp.), la 'ie'ie (Freycinetia arborea) i la kōpiko (Psychotria mariniana), algunes dels quals tenen un paper en la limitació de la propagació d'espècies invasives. Els ʻOpeʻapeʻa (Lasiurus cinereus semotus), el ʻio (Buteo solitarius), el ʻamakihi comú (Hemignathus virens), i el nananana makakiʻi (Theridion grallator) són ocells que viuen en aquests arbres. Es creu que hi ha moltes més espècies encara no documentades dins del bosc. El principal arbre del bosc de Wao Kele és el ʻōhiʻa lehua (Metrosideros polymorpha).

## Història humana

### L'antic Hawaii
Els primers hawaians que van arribar a l'illa de Hawaii vivien al llarg de les costes, on els aliments i l'aigua eren abundants. Les aus que no havien conegut prèviament cap depredador es van convertir en una font alimentària bàsica. Els primers assentaments van tenir un gran impacte en l'ecosistema local i van causar moltes extincions, especialment entre espècies d'ocells, a més d'introduir plantes i animals invasives i augmentar l'erosió. L'ecosistema forestal de les terres baixes es va transformar de bosc a prat; alguns d'aquest canvi va ser causat per l'ús del foc, però la raó principal sembla haver estat la introducció de la rata de la Polinèsia (Rattus exulans).

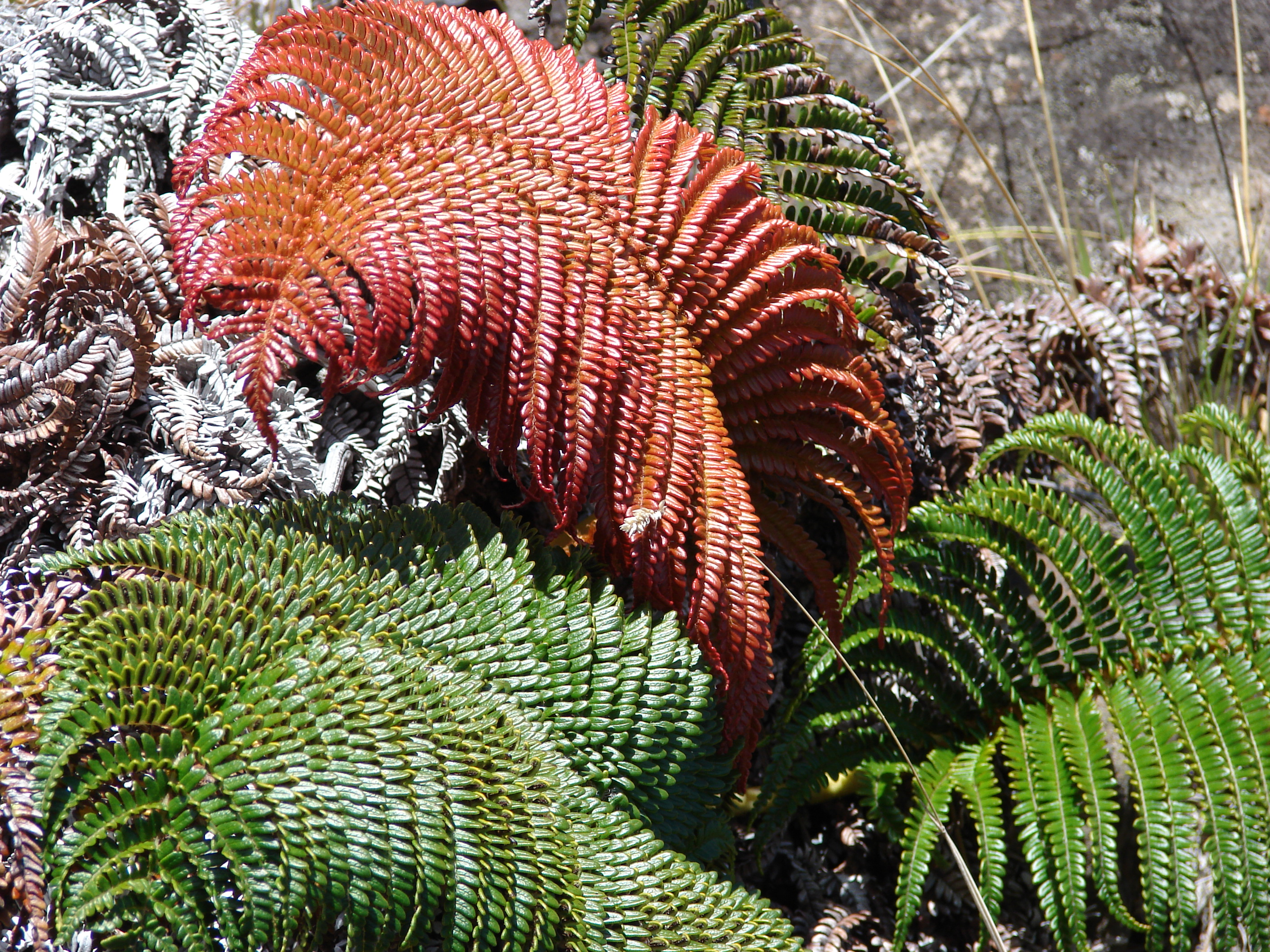
Falguera ʻamaʻumaʻu (Sadleria cyatheoides)

Els cims dels cinc volcans d'Hawaii eren venerats com a muntanyes sagrades. Els hawaians associen elements del seu entorn natural amb deïtats particulars. En la mitologia hawaiana, el pare del cel Wākea es casa amb la mare terra Papahānaumoku, donant a llum les illes hawaianes. El mateix Kīlauea significa en hawaià «llançador» o «qui esten», referint-se al seu alt estat d'activitat, i en la mitologia hawaiana Kīlauea és el cos de la deessa Pele, deessa del foc, del llamp, del vent i dels volcans. És aquí on es va centrar el conflicte entre Pele i el déu de la pluja, Kamapuaʻa. El cràter Halemaʻumaʻu, «Casa de falguera ʻamaʻumaʻu», rep el seu nom de la lluita entre les dos deitats. Kamapuaʻa, fortament pressionat per la capacitat de Pele de crear i llançar lava a voluntat, va cobrir el volcà, la residència favorita de la deessa, amb frondes de falguera. Pele va sortir degut al fum que es va acumular. En adonar-se que cadascun podria amenaçar a l'altre amb destrucció, van decidir finalitzar la disputa en empat i van dividir l'illa entre els dos; Kamapuaʻa va obtenir el costat nord-est humit de l'illa (sobrevent), i Pele es va quedar amb la part més seca de Kona (sotavent). Es diu que és a causa d'aquesta lluita llegendària el fet que les joves frondes del ʻamaʻumaʻu tinguin un color marró.
Aquesta era primerenca, entre el segle xii i finals del segle xviii, va ser un període de pau i d'expansió cultural. La terra es va dividir en regions dissenyades tant per a les necessitats immediates de la població com per al benestar del medi ambient a llarg termini. En general, aquestes ahupuaʻa van prendre forma de tires llargues de terra orientades des dels cims de les muntanyes fins a la costa.

### L'era moderna

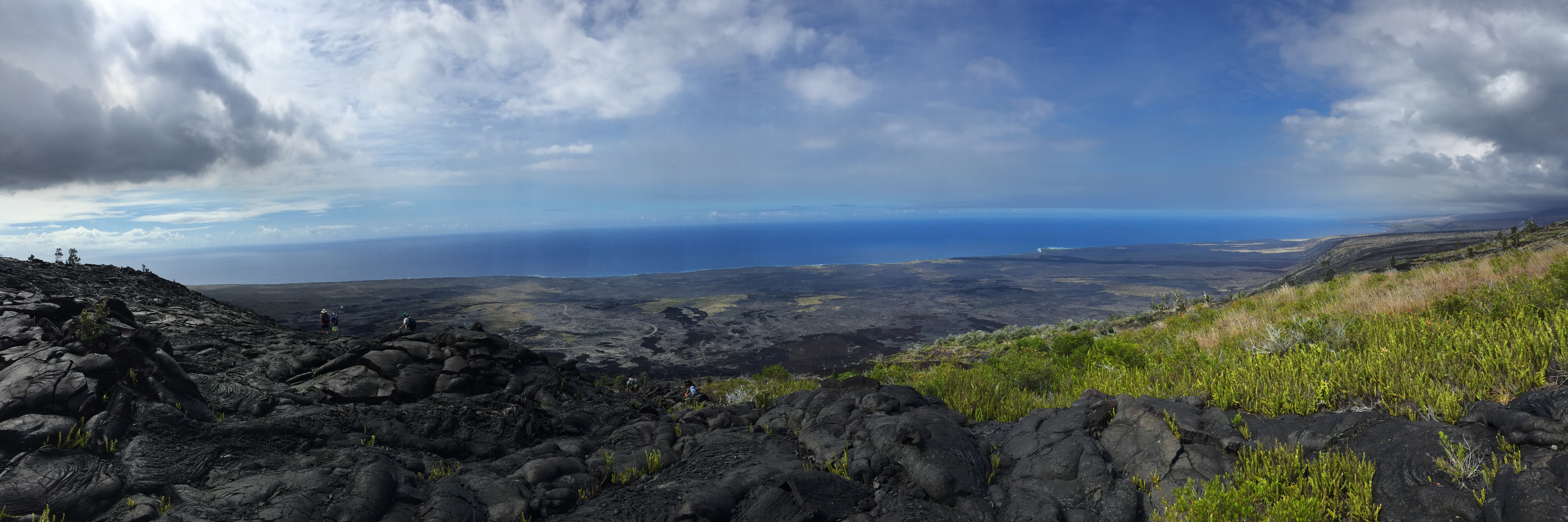
Una vista des de la zona de rift oriental del Kīlauea feta durant una expedició de l'USGS

El primer estranger a arribar a Hawaii va ser James Cook en 1778. El primer no-nadiu que va observar detalladament el Kīlauea va ser William Ellis, un missioner anglès que durant 1823 va passar més de dues setmanes passejant pel volcà. Va compaginar el primer relat escrit del volcà i va observar moltes de les seves característiques, establint la premissa per a futures exploracions del volcà.

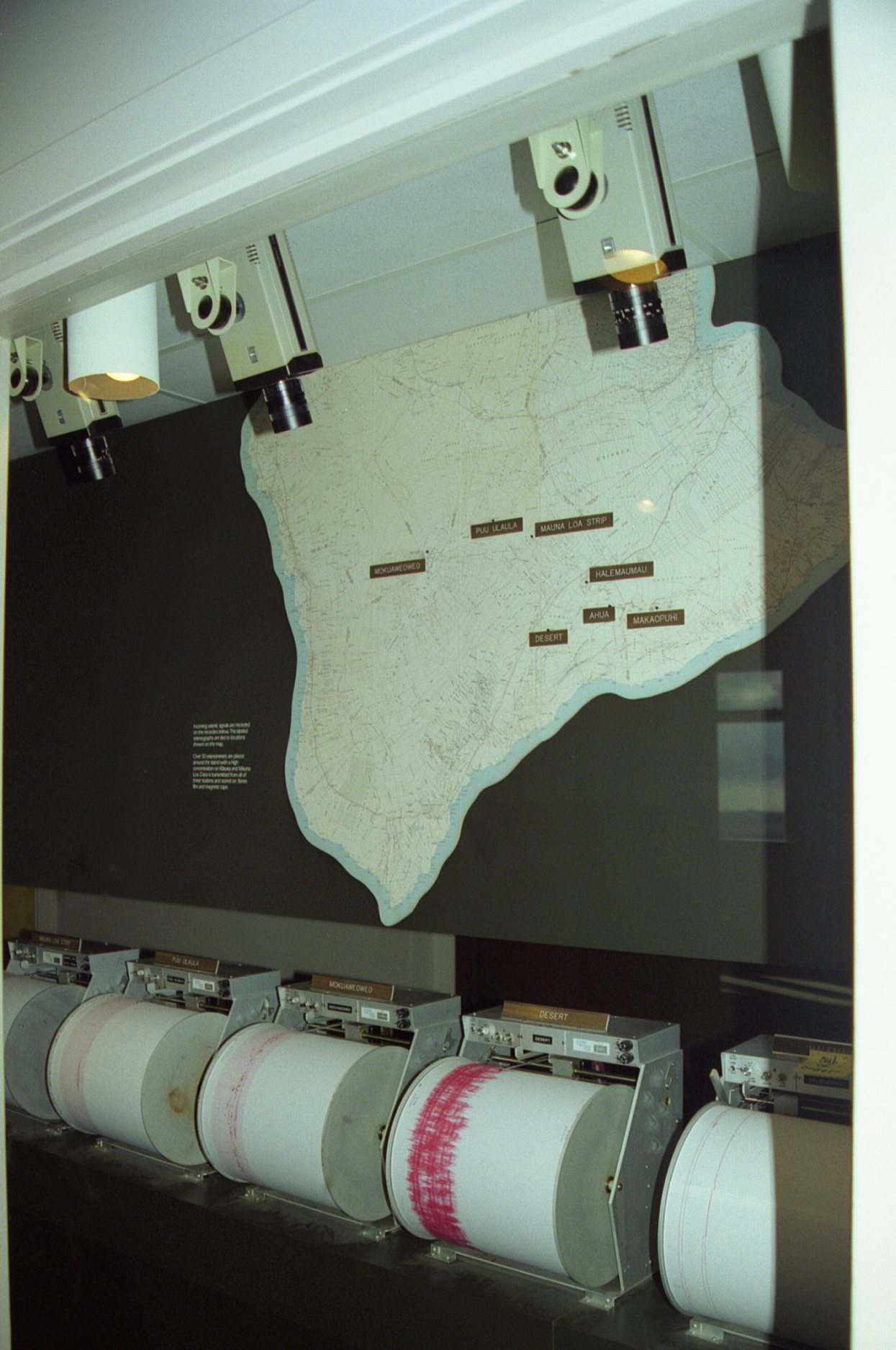
Sismògrafs al Centre de Visitants de Kīlauea del Parc Nacional dels Volcans de Hawaii

Un altre missioner, C.S. Stewart, escriu en la seva revista «A Residence in the Sandwich Islands», que Letitia Elizabeth Landon cita a les notes del seu poema «The Volcano of Ki-Rau-E-Aa Scrap» a Fisher's Drawing Room Scrap Book de 1832.
Un dels primers i més importants agrimensors del Kīlauea va ser James Dwight Dana, que, junt amb el missioner Titus Coan, va estudiar detalladament els volcans de l'illa durant dècades de primera mà. Dana va visitar el cim del Kīlauea i el va descriure detalladament el 1840. Després de publicar un document resumit el 1852, va dirigir un estudi geològic detallat de l'illa en 1880 i 1881, però no va considerar que el Kīlauea fos un volcà independent, sinó que es referia a ell com una caldera secundària del Mauna Loa; no va ser fins que un altre geòleg, Clarence Edward Dutton, va fer un estudi elaborat sobre la investigació de Dana durant una expedició de 1884 i va veure que el Kīlauea era una entitat separada.
El següent període de la història del Kīlauea va començar amb l'establiment de l'Observatori vulcanològic de Hawaii (Hawaiian Volcano Observatory, HVO) el 1912. La primera instal·lació permanent als Estats Units, l'observatori va ser la idea de Thomas Jaggar, cap de geologia de l'Institut de Tecnologia de Massachusetts (MIT); després de presenciar la devastació del terratrèmol de Messina de 1908 a prop del mont Etna a Itàlia, va declarar que calia fer alguna cosa per recolzar l'estudi sistemàtic dels volcans i dels terratrèmols, i va triar el Kīlauea com a lloc del primer establiment. Després d'aconseguir finançament inicial del MIT i de la Universitat d'Hawaii, Jaggar va assumir la direcció de l'observatori i, alhora que va ser el capdavanter entre 1912 i 1940, va ser pioner en l'estudi i observació dels terratremols i dels volcans actius. Un cop finalitzat el finançament inicial, l'Observatori va ser finançat successivament pel Servei Meteorològic Nacional (National Weather Service, NWS). el Servei Geològic dels Estats Units (United States Geological Survey, USGS) i el Servei de Parcs Nacionals (National Park Service, NPS), abans d'instal·lar-se a l'USGS, sota el nom del qual l'observatori ha estat operant des de 1947. L'edifici principal s'ha mogut dues vegades des de l'establiment, i actualment està situat a la vora nord-oest de la caldera del Kīlauea.

## Turisme

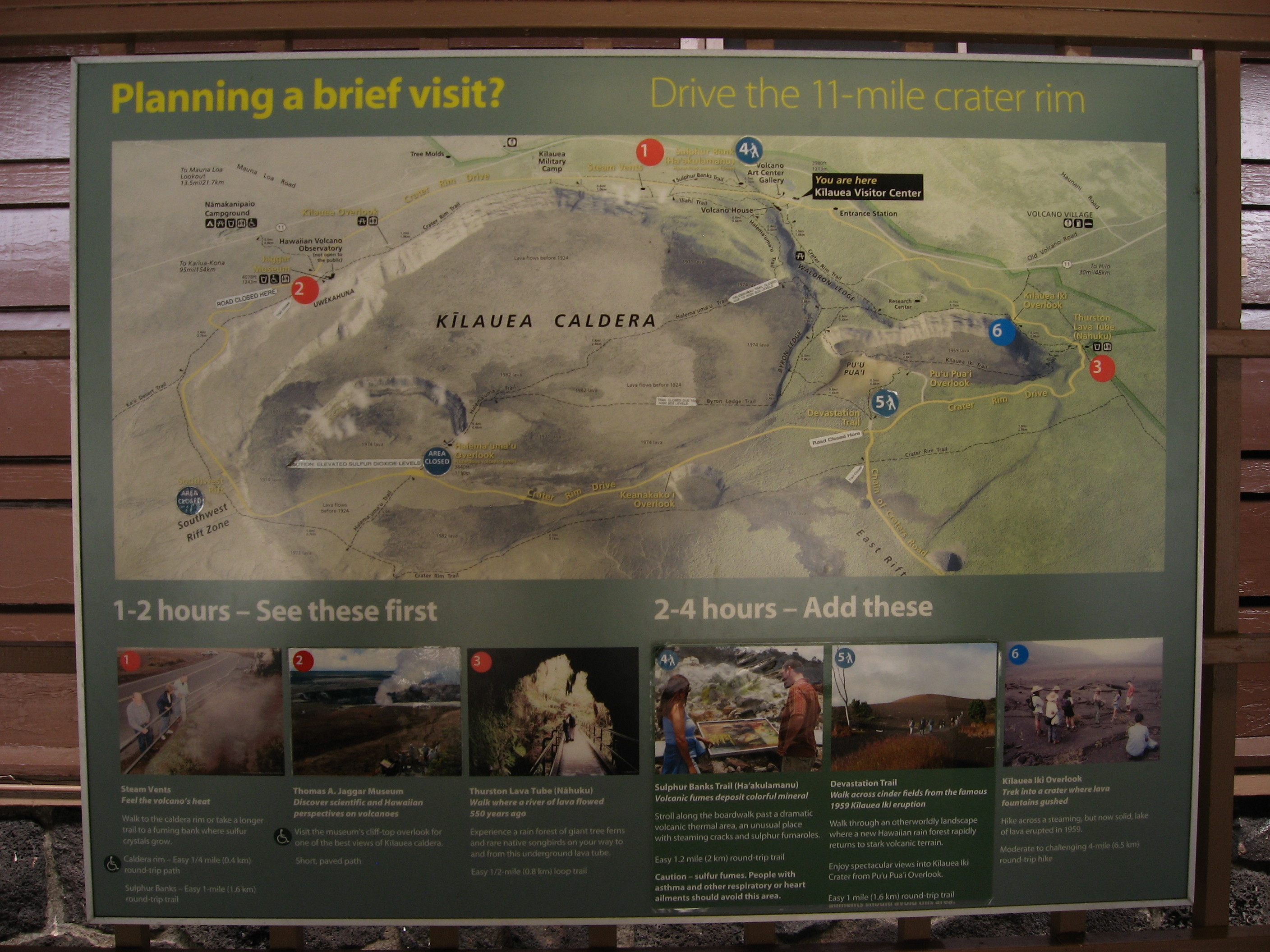
Centre de Visitants de Kīlauea del Parc Nacional dels Volcans de Hawaii

El volcà es va convertir en una atracció turística a partir de la dècada del 1840, i homes de negocis locals com Benjamin Pitman i George Lycurgus van construir una sèrie d'hotels a la vora, incloent el Volcano House, que encara és l'únic hotel o restaurant situat dins del Parc Nacional dels Volcans de Hawaii.
En 1891, Lorrin A. Thurston, net del missioner estatunidenc Asa Thurston i inversor en hotels a la vora del volcà, va començar a fer campanya per un parc als vessants del volcà, una idea que va ser proposada per William Richards Castle, Jr. en 1903. Thurston, propietari del periòdic Honolulu Advertiser, va fer editorials a favor de la idea; el 1911 el governador Walter F. Frear va proposar un projecte de llei per crear el «Parc Nacional de Kīlauea». Després de les aprovacions de John Muir, Henry Cabot Lodge, l'ex-president Theodore Roosevelt (en oposició als ramaders locals), i de diversos intents legislatius introduïts pel delegat Jonah Kūhiō Kalaniana'ole, va ser signada la Resolució de la Cambra 9525 per Woodrow Wilson l'1 d'agost de 1916. Va ser l'11è Parc Nacional dels Estats Units i el primer d'un Territori; unes setmanes més tard, es va signar la Llei Orgànica del Servei de Parcs Nacionals, que creava el Servei del Parc Nacional que havia d'executar el sistema en expansió.
 Originalment anomenat «Parc Nacional de Hawaii», es va separar del Parc Nacional de Haleakalā el 22 de setembre de 1960. Actualment, el parc, anomenat Parc Nacional dels Volcans de Hawaii, és una important agència de conservació i atracció turística, i des de 1987, Patrimoni de la Humanitat.
En els primers temps, el turisme era un concepte relativament nou, però va créixer lentament abans d'augmentar amb l'arribada del viatge aeri al voltant de 1959, quan Hawaii va esdevenir un estat dels Estats Units. Actualment, el turisme és impulsat pels llocs tropicals exòtics de l'illa, i Kīlauea, sent un dels pocs volcans del món en un estat d'erupció moderada o més constant, és una part important del destí turístic de l'illa.
Actualment, el Kīlauea és visitat per aproximadament 2,6 milions de persones a l'any, la majoria dels quals accedeixen al volcà des del Centre de Visitants de Kīlauea, a prop de l'entrada del parc. El Museu Thomas A. Jaggar també és una parada turística popular; situat a la vora de la caldera del Kīlauea; la plataforma d'observació del museu ofereix la millor vista protegida sobre el volcà de l'activitat del cràter Halemaumau. Es pot dormir al Volcano House i Volcano és el poble més proper; els visitants militars i els seus familiars poden trobar allotjament al Campament Militar de Kīlauea.
Existeixen nombrosos rutes de senderisme, punts d'interès i rutes guiades amb guardaboscos, i la Carretera de la Cadena de Craters, la Carretera Hilina Pali i la Carretera de la vora del cràter proporcionen accés. El 2008, es va obrir l'àrea de visualització de lava per als turistes de Kalapana, al sud-est del Parc Nacional, accessible només des de la State Route 130.